# ケンズファミリー
株式会社ケンズファミリーは、日本の芸能事務所。大手芸能プロダクション田辺エージェンシーの関連会社である。一般社団法人日本音楽事業者協会加盟社。
代表者の野口典夫は研ナオコの夫で（研は再婚）、提携タレントでもある研ナオコと共にケンズファミリーを経営している。野口典夫は三井大介の芸名で活動していた元俳優で、テレビ番組制作会社「スタッフ・アズバーズ」のアシスタント・プロデューサーとして数々のドラマなどを手掛けた後に、研ナオコと結婚したのを機に独立して1991年5月にケンズファミリーを設立した。

## 所属タレント
- ひとみ（本名：野口ひとみ。野口・研夫妻の長女）
- カイマナふぁみりー
- ツバサ・スズキ
- くれないぐみ

### 過去の所属タレント
- 井上康
- 斉藤文太
- 青木隆治
- 伊藤大翔（芸能界引退）
- C;ON

## 業務提携タレント
- 研ナオコ（田辺エージェンシー）
- 小林奈々絵（ミラクル・バス）

### 過去の業務提携タレント
- 木村彰吾（オフィスミワ）
- 有村智恵（女子プロゴルファー、カンテーラ）